# Clypeoporthe
Clypeoporthe — рід грибів родини Gnomoniaceae. Назва вперше опублікована 1919 року.

## Класифікація
До роду Clypeoporthe відносять 7 видів:
- Clypeoporthe andropogonis
- Clypeoporthe arctii
- Clypeoporthe bambusae
- Clypeoporthe iliau
- Clypeoporthe linearis
- Clypeoporthe monocarpa
- Clypeoporthe salviicola